# 第六代布罗意公爵莫雷斯·德布罗意
第六代布罗意公爵路易-塞萨尔-维克多-莫里斯（法語：Louis-César-Victor-Maurice, duc de Broglie，1875年4月27日—1960年7月14日）法国物理学家，弟弟是理论物理学家路易·德布罗意。莫雷斯·德布罗意主要研究实验物理学，涉及X射线、核物理和宇宙射线。